# 藤井茂利
藤井 茂利（ふじい しげとし、1931年12月20日 - ）は、日本の言語学者。
中国大連市生まれ。福岡県出身。1954年九州大学文学部国語国文学科卒、1958年同大学院文学研究科修士課程修了。韓国で文学博士号取得、ハワイ・イオンド大学名誉博士。洛星中学校・高等学校教諭、西山短期大学助教授、東海大学文学部助教授、鹿児島大学法文学部教授、韓国祥明女子大学・釜山女子大学客員教授、福岡大学人文学部教授、2002年定年。韓国新羅大学校特別教授。福岡日韓フォーラム会長、東アジア日本語教育・日本文化研究学会会長、日韓交流博多会（ナドリ倶楽部）会長・顧問、福岡韓国語弁論大会実行委員長。

## 著書
- 『日本語教育法研究 韓国での実践を基に』近代文芸社　1995
- 『古代日本語の表記法研究 東アジアに於ける漢字の使用法比較』近代文芸社　1996
- 『東アジア比較方言論 「甘藷」「馬鈴薯」の名称の流動』近代文芸社 2002
- 『日韓文化交流 日本語・韓国語を通して』西日本新聞社 2006
- 『『童蒙先習』の本文校合と「吐」(送りがな)の研究』西日本新聞社 2011

### 翻訳
- 李鍾徹『万葉と郷歌 日韓上代歌謡表記法の比較研究』東方書店 1991
- 李敦柱『漢字音韻学の理解』風間書房 2004

## 論文
- <藤井茂利